# Батай, Жорж
Жорж Бата́й (фр. Georges Bataille; 10 сентября 1897, Бийом, Овернь, Франция — 9 июля 1962, Париж, Франция) — французский философ, социолог, теоретик искусства и писатель левых убеждений, который занимался исследованием и осмыслением иррациональных сторон общественной жизни, разрабатывал категорию «священного». Его литературные произведения переполнены «кощунствами, картинами искушения злом, саморазрушительным эротическим опытом».

## Биография

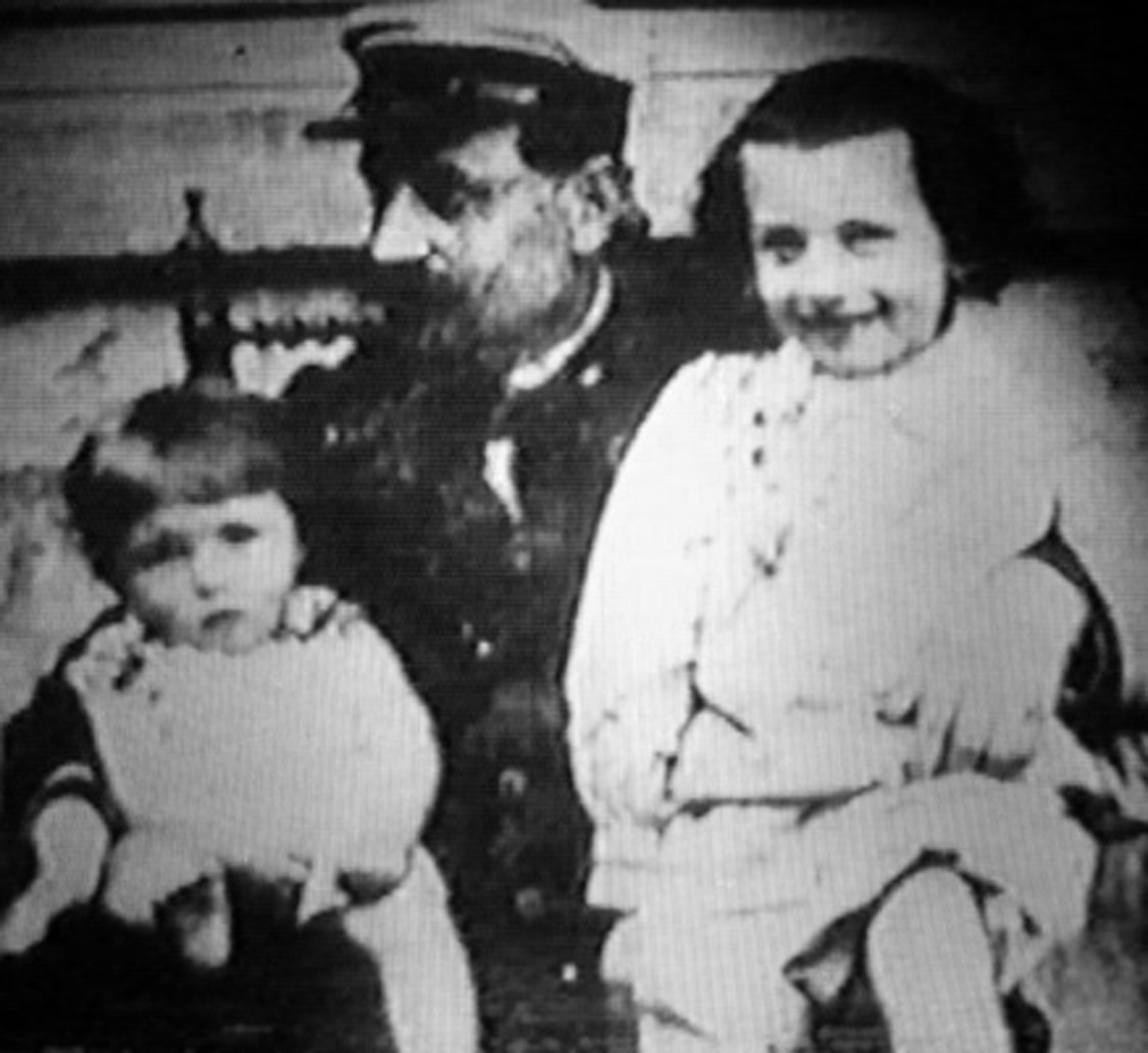
Жорж Батай (слева) во младенчестве рядом со своими отцом и братом Марсьялем. Около 1898 года

Батай родился в небольшом провинциальном городке Бийом на юге Франции. По всей видимости, Батай был крещён в католической церкви ещё в детстве, однако семья была светской и он не получил религиозного воспитания. Тем не менее, в 1914 году он принимает решение воцерковиться и готовится стать священником. В 1916 году ненадолго был мобилизован во французскую армию, однако в 1917 году был демобилизован по состоянию здоровья, после чего один год проучился в семинарии, однако не окончил её. Позже разочаровался в вере, и уже в начале 1920-х годов позиционировал себя атеистом.
В 1918 году Батай поступил в Национальную Школу хартий в Париже, где и получил высшее образование. В 1922 году поступил на службу в Национальную библиотеку, где долгие годы работал хранителем. В 1920-х годах Батай тесно общался со Львом Шестовым. Затем входил в Демократический коммунистический кружок Бориса Суварина.
С 1931 года Батай участвовал в семинаре по истории религии Александра Койре в Школе высших исследований. В 1930-х годах Батай — частый участник семинаров Александра Кожева, где активно сотрудничал с такими заметными личностями, как Раймон Арон, Андре Бретон, Морис Мерло-Понти и другими. В 1935 году принимал участие в работе психоаналитической исследовательской группы, организованной Жаком Лаканом.
Батай стал одним из инициаторов движения «Контратака», распавшегося в 1936 году, объединившего левых интеллектуалов различных творческих ориентаций. В этот период Батай был обвинён в профашистских настроениях.
В 1937 году Батай, очарованный красотой человеческой жертвенности, основал тайное общество «Ацефал». Годом ранее начал выходить журнал с тем же названием. Символом общества стал обезглавленный человек. Согласно легенде, Батай и другие члены «Acéphale» добровольно согласились стать посвящёнными жертвами в качестве инаугурации; ни один из них не согласился бы быть палачом. Палачу предлагалась компенсация, но ни один не был найден перед роспуском «Acéphale» незадолго перед войной. Под влиянием философии Ницше группа также издала обзор мистических персонажей, — и это есть, вроде бы, то, что Жак Деррида назвал «антисуверенитетом». Батай таким образом сотрудничал с Андре Массоном, Пьером Клоссовским, Роже Кайуа, Жюлем Моннеро, Жаном Ролленом и Жаном Валем.
В 1937 году Батай стал вместе с Роже Кайуа и Мишелем Лейрисом одним из организаторов Социологического колледжа, одной из задач которого была разработка социологии «сакрального», занятой исследованиями иррациональных фактов социальной жизни.

## Семья
В первый брак Батай вступил с актрисой Сильвией Маклес в 1928 году. После разрыва в 1934 году она близко сошлась с Лаканом. Развод с Батаем был оформлен только в 1946 году. Брак с Лаканом она оформила в 1953 году. Батай также имел связь с Колетт Пеньо, скончавшейся в 1938 году.
В 1946 году Батай женился на княжне Диане Кочубей, в браке с которой у него 1 декабря 1948 года родилась дочь Жюли. Диана — внучка Дарьи Богарне, правнучка герцога Евгения Лейхтенбергского по материнской линии и князя Михаила Кочубея по отцовской. Прапраправнучка императора Павла I.

## Основные идеи

### Базовый материализм
Батай развил свой «базовый материализм» в период с конца 1920-х и начала 1930-х годов как попытку порвать с господствующим типом материализма. Батай приводит доводы в пользу концепции активного основного (базового) вопроса, который разрушает оппозицию высокого и низкого и дестабилизирует все основания. В некотором смысле эта концепция подобна спинозовскому нейтральному монизму субстанции, охватывающему дуально субстанции сознания и материи, обозначенные Декартом, — однако она же бросает вызов строгому определению и остаётся в царстве опыта, а не рационализации. Базовый материализм был главным оружием борьбы с деконструкциями Деррида, впрочем, оба они разделяли тут попытку дестабилизировать философские оппозиции посредством непостоянного «третьего члена». Батаевское понятие базового материализма может также рассматриваться как упреждение альтюссеровской концепции случайного материализма или «материализма столкновения», который привлекает подобные атомистские метафоры для описания мира, в котором причинная связь и действительность оставляются в пользу безграничных возможностей действия.

### Симулякр (в раннем значении)
Этот платоновский термин был переосмыслен Батаем, интерпретировался Клоссовским, Кожевым. Наконец, важное значение придал ему Бодрийяр, и в этом смысле термин симулякр сейчас чаще всего употребляется.
О своей концепции Батай писал так:

я пошёл от понятий, которые замыкали… Язык не оправдал моих надежд…, выражалось нечто иное, не то, что я переживал, ибо то, что переживалось в определённый момент, было непринужденностью… Язык отступает, ибо язык образован из предложений, выступающих от имени идентичностей.

Тем самым Батай постулирует «открытость существования» в отличие от «замкнутого существования», предполагающего «понятийный язык» и основанного на задаваемых им идентичностях. Строго говоря, «понятийный язык» задаёт идентичность существования с бытием, тем самым деформируя бытие как «убегающее всякого существования». В этой связи «мы вынуждены… раскрыть понятия по ту сторону их самих».
Это становится очевидным в системе отсчёта так называемых «суверенных моментов» (смех, хмель, эрос, жертва), в точечном континууме которых «безмерная расточительность, бессмысленная, бесполезная, бесцельная растрата» («прерывность») становится «мотивом бунта» против организованного в конкретной форме («устроенного и эксплуатируемого») существования — «во имя бытия» как неидентифицируемого такового.
Эти «суверенные моменты» есть «симулякр прерывности», а потому не могут быть выражены в «понятийном языке» без тотально деструктурирующей потери смысла, ибо опыт «суверенных моментов» меняет субъекта, реализующего себя в этом опыте, отчуждая его идентичность и высвобождая тем самым его к подлинному бытию. В этой системе отсчета симулякр упраздняет возможность самой мысли о какой бы то ни было идентичности.
Усилие Батая в сфере поиска адекватного (или, по крайней мере, недеформирующего) языка для передачи «суверенного опыта» оценено Кожевым как «злой Дух постоянного искушения дискурсивного отказа от дискурса, то есть от дискурса, который по необходимости замыкается в себе, чтобы удержать себя в истине».
По формулировке Клоссовского, «там, где язык уступает безмолвию, — там же понятие уступает симулякру». Избавленный от всех понятий как содержащих интенцию на идентификацию своего значения с действительностью, язык упраздняет «себя вместе с идентичностями», в то время как субъект, «изрекая» пережитой опыт, «в тот самый миг, когда он выговаривает его, избавляется от себя как субъекта, обращающегося к другим субъектам». Таким образом, «симулякр не совсем псевдопонятие: последнее ещё могло бы стать точкой опоры, поскольку может быть изобличено как ложное.
Симулякр образует знак мгновенного состояния и не может ни установить обмена между умами, ни позволить перехода одной мысли в другую». В этом отношении симулякр не может, подобно понятию, заложить основу пониманию, но может спровоцировать «сообщничество»: «Симулякр пробуждает в том, кто испытывает его, особое движение, которое, того и гляди, исчезнет» (Клоссовский). Вторую жизнь понятие симулякра получит уже у Бодрийяра.

### Творчество Батая
Предметы его интереса весьма разнообразны: мистика, экономика, поэзия, философия, искусство, проблемы эроса. Свои произведения он иногда издавал под псевдонимами, а некоторые из его публикаций были запрещены. Современники чаще всего его игнорировали; в частности, Жан-Поль Сартр презирал его как защитника мистицизма. Однако посмертно его работы возымели значительное влияние на Мишеля Фуко, Филиппа Соллерса, Жака Деррида и др. Его влияние чувствуется в работах Бодрийяра, как, впрочем, и в психоаналитических теориях Жака Лакана.
В 1935 году Батай увлёкся сюрреализмом, однако ненадолго: вместе с его основателем Андре Бретоном они отошли от этого направления, хотя уже после Второй мировой войны Батай и сюрреалисты возобновили дружеские отношения. Батай был членом чрезвычайно влиятельного Колледжа Социологии во Франции в период между Первой и Второй мировыми войнами. На Батая глубоко повлияло изучение трудов Гегеля, Фрейда, Маркса, Марселя Мосса, Маркиза де Сада, Александра Кожева и Фридриха Ницше, — последнего он защищал в известном эссе против наименования его нацистом.
Для создания своих работ Батай выуживал материалы из самых разных направлений и использовал разнообразные способы дискурса. Его роман «История глаза», изданный под псевдонимом «Lord Auch» — буквально, «Бог Отозванный» (если употребить смягченный перевод), — первоначально читался как чистая порнография, в то время как истолкование этой работы созревало лишь постепенно, раскрывая со временем свою значительную философскую и эмоциональную глубину, столь характерную для авторов «запретной литературы». Образный ряд романа строился на ряде метафор, которые, в свою очередь, были обращены к философским конструктам, развитым в его работе: глаз, яйцо, солнце, земля, органы.
Другие известные романы включают в себя «Моя мать» и «Синева небес». Последнее произведение, с его некрофилическими и политическими тенденциями, автобиографическим и личным подтекстом и философскими обобщениями доводит «Историю Глаза» до своей кульминации, формируя намного более тёмное и суровое восприятие современной исторической действительности.
Батай писал и чисто философские работы, хотя от права называться философом часто отказывался. Тем не менее, его философские заявления граничили с атеистической мистикой (здесь они были с Сартром вполне солидарны). Во время Второй мировой войны, под влиянием кожевского прочтения Гегеля, а также под влиянием Ницше, он написал труд «Summa Atheologica» («Сумма атеологии», аллюзия на «Сумму теологии» Фомы Аквинского), включающий в себя работы «Внутренний опыт», «Виновен» и «Ницшеанские мотивы». После войны он сочинил свою «Проклятую долю», а также основал влиятельный журнал «Critique». Его единственная в своем роде концепция «суверенитета» (которая, скорее, напоминает «антисуверенитет») дала повод для активных дебатов с Жаком Деррида, Джорджио Агамбеном, Жан-Люком Нанси и другими.

## Экранизации
В 1974 году по роману «История глаза» был снят итало-бельгийский фильм режиссёра Патрика Лонгшампа (фр. Patrick Longchamps) «Симона» (фр. Simona).
В 2004 году в США режиссёром Эндрю МакЭлхини (Andrew Repasky McElhinney) был снят фильм «История глаза Жоржа Батая /Georges Bataille’s Story of the Eye» (обычно просто Story of the Eye). Критики называли этот малобюджетный фильм «странным, болезненным и прекрасным». Жанр фильма некоторые определяли как арт-хаус с порнографическими элементами. С сюжетом романа фильм имеет мало общего.
В том же году французский режиссёр Кристоф Оноре (Christophe Honoré) снял фильм по роману Батая «Моя мать». Критики называли этот фильм, также содержащий элементы порнографии, «отвратительно прекрасным».

## Сочинения
Художественные сочинения
- История глаза / Histoire de l'œil (1928, рус. перевод 1991)
- Мадам Эдварда (первая часть романа «Divinus Deus») / Madame Edwarda (1941, рус. перевод 1999)
- Аббат С. / L’Abbé C. (1950, рус. перевод 1999)
- Небесная синь / Le Bleu du ciel (1957, рус. перевод 1999)
- Невозможное / L’Impossible (1962, рус. перевод 1999)
- Моя мать (вторая часть романа «Divinus Deus») / Ma mère (1966, рус. перевод 1999)
- Юлия / Julie (1971, рус. перевод 1999)
- Divinus Deus / Divinus Deus (1970—1988, рус. перевод 1999)

Философские работы
- Внутренний опыт / L’Expérience intérieure (1943, рус. перевод 1997)
- Проклятая часть / La Part maudite (1949, рус. перевод 2006)
- Литература и Зло / La Littérature et le Mal (1957, рус. перевод 1994)
- Эротика / L’Erotisme (1957, рус. перевод (2006)
- Теория религии / Théorie de la religion (1973, рус. перевод 2000, 2006)
- Границы полезного / La Limite de l’utile (1976, рус. перевод 2006)
- Суверенность / La Souveraineté (1976, рус. перевод 2006)
- Процесс Жиля де Ре / Le Procès de Gilles de Rais (1959, рус. перевод 2008)

Статьи и конференции
- Психологическая структура фашизма / La Structure psychologique du fascisme (1933, рус. перевод 1995)

### Издания на русском языке
- Батай Ж. Сад и обычный человек. Суверенный человек Сада / Пер. Г. Генниса // Маркиз де Сад и XX век [: сб.]. — М.: Культура, 1992. — ISBN 5-8334-0006-6 («Ad Marginem»)
- Батай Ж. Литература и Зло  (недоступная ссылка с 19-05-2013 [4472 дня] — история) [: сборник эссе: «Эмили Бронте», «Бодлер», «Мишле», «Блейк», «Сад», «Пруст», «Кафка», «Жан Жене» ]. — М.: МГУ, 1994. — 168 с. — ISBN 5-211-03159-8
- Батай Ж. Психологическая структура фашизма ; [Пер. с фр. Г. Галкиной] // Новое литературное обозрение. — 1995. — № 13. — С. 80—102.
- Батай Ж. Внутренний опыт / Жорж Батай ; [Пер. с фр., послесл. и коммент. С. Л. Фокина]. — СПб. : Axioma : Мифрил, 1997. — 334 с. ; 17 см.. — (XX век. Критическая библиотека) — ISBN 5-86457-096-7
- Батай Ж. Ненависть к поэзии: Порнолатрическая проза ; [: авторский сб.: «История глаза», «Небесная синь», «Юлия», «Невозможное», «Аббат С.», «Divinus Deus»] / Пер. И. Карабутенко, Е. Гальцовой, сост., предисл. — С. Зенкин, комментарии Е. Гальцовой М.: Ладомир, 1999. — 614 с. — ISBN 5-86218-340-X
- Батай Ж. Теория религии ; Литература и Зло / Жорж Батай ; [Пер. с фр. Ж. Гайковой, Г. Михалковича]. — Минск : Соврем. литератор, 2000. — 351 с. ; 21 см. — (Классическая философская мысль). — Библиогр. в подстроч. прим. — ISBN 9-85456-677-2
- Батай Ж. История глаза // Арагон Л., Батай Ж., Луис П., Жене Ж. Четыре шага в бреду: Французская маргинальная проза первой половины XX в. [: сб.] / Перев., сост. и предисл. М. Климовой и В. Кондратовича. Изд. 2-е, испр. — СПб.: Гуманитарная Академия, 2002. — ISBN 5-93762-001-1
- Батай Ж. Проклятая доля / Жорж Батай; [Пер. с фр. Б. М. Скуратов, П. C. Хицкий]. – Москва : Гнозис : Логос, 2003 (Люберцы (Моск. обл.) : ПИК ВИНИТИ). – 207 с.; 21 см.; ISBN 5-8163-0048-2 (в обл.)
- Батай Ж. Проклятая часть [: авторский сб.: «Теория религии», «Проклятая часть: Опыт общей экономики», «Границы полезного: Отрывки из неоконченного варианта „Проклятой части“», «Суверенность», «Эротика» ] ; [Пер.: Е. Д. Гальцова, С. Н. Зенкин, А. В. Соловьёв, И. Б. Иткин, Т. А. Левина, О. Е. Иванова] / Сост., предисл. С. Н. Зенкина, комментарии Е. Д. Гальцовой. — М.: Ладомир, 2006. — 742 с. — ISBN 5-86218-466-X
- Батай Ж. История эротизма ; [Пер. с фр. Б. Скуратова под ред. К. Голубович и О. Тимофеевой]. — М.: Логос, Европейские издания. — 2007. — 200 с. — ISBN 5-8163-0078-4, ISBN 978-5-8163-0078-0
- Батай Ж. Процесс Жиля де Ре / Жорж Батай ; [Пер. с франц. И. А. Болдырева]. — Тверь.: KOLONNA Publications, 2008. — 304 с. — (Créme de la Créme). — ISBN 978-5-98144-108-0
- Батай Ж., Пеньо, Колетт / Лаура. Сакральное [: Антология] / Сост. и предисл. С. Фокина. — Тверь: Митин журнал, KOLONNA Publications, 2004. — 208 с. — ISBN 5-98144-025-2. Второе издание — 2010.
- Батай Д., Батай Ж. Ангелы с плетками ; [Пер. с франц. и англ. В. Нугатова] / Предисл. Е. Гальцовой. — Тверь: KOLONNA Publications, 2010. — 210 с. — ISBN 978-5-98144-135-6
- Батай Ж. О Ницше ; [Пер. с фр. А. Д. Бакулов]. — М.: Культурная революция, 2010. — 336 с. — ISBN 978-5-250-06074-5
- Батай Ж. Сумма атеологии: Философия и мистика ; [Пер. с фр. / Сост. С. Н. Зенкин]. — М.: Ладомир, 2016. — 566 с. ISBN 978-5-94451-052-5